# 北野神社 (鎌倉市)
北野神社（きたのじんじゃ）は、神奈川県鎌倉市の神社。
現在は同市内の御霊神社の兼務社になっている。

## 歴史
創建年代は不明である。社伝では、夢窓疎石が暦応年間（1338年 - 1342年）に京都の北野天満宮から分霊を勧請したといわれているが、史実の夢窓疎石は鎌倉幕府滅亡（1333年）後に上洛している。1362年（貞治元年）に再建されている。
当社の相殿で祀られている牛頭天王は、元々五社稲荷神社で祀られていたが、延宝年間（1673年 - 1681年）に神託で当社に移されたという。
- 神社入口
- 神社の参道

## 交通アクセス
- 大船駅より徒歩17分。